# John C. Vaughn

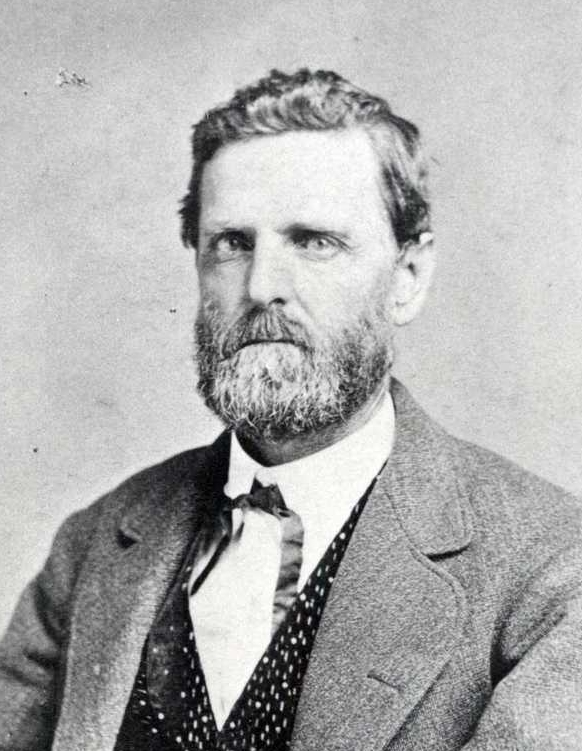
John C. Vaughn

John Crawford Vaughn (* 24. Februar 1824 im Monroe County, Tennessee; † 10. September 1875 in Georgia) war ein US-amerikanischer Politiker. Zwischen 1871 und 1873 war er als Präsident des Staatssenats faktisch Vizegouverneur des Bundesstaates Tennessee, auch wenn dieses Amt formell erst 1951 eingeführt wurde.

## Werdegang
John Vaughn besuchte die öffentlichen Schulen seiner Heimat. In den Jahren 1847 und 1848 nahm er als Freiwilliger am Mexikanisch-Amerikanischen Krieg teil. Er stieg bis zum Hauptmann auf und marschierte mit seiner Einheit in Richtung Mexiko-Stadt. war aber an keinen Kampfhandlungen beteiligt. Zwischen 1850 und 1852 war er während des Goldrauschs in Kalifornien, wo er nach dem Edelmetall schürfte. Anschließend kehrte er nach Tennessee zurück. In Sweetwater erbaute er ein Hotel. Im Jahr 1856 wurde er Sheriff im Monroe County.
Vaughn war ein überzeugter Anhänger des Südens. Noch vor dem Ausbruch des Bürgerkrieges stellte er Einheiten aus seinem Staat für den kommenden Konflikt auf. Daraus entstand das dritte Infanterieregiment, dessen Kommandeur Vaughn im Range eines Obersts wurde. Im September 1862 wurde er Brigadegeneral im Heer der Konföderation. Er beteiligte sich an mehreren Schlachten und Feldzügen, darunter dem Zweiten Vicksburg-Feldzug. Zum Zeitpunkt der Kapitulation von General Robert E. Lee nahm Vaughn an der letzten Kriegsratssitzung der Regierung der Konföderierten Staaten unter deren Präsident Jefferson Davis teil.
In seiner Heimat wurde er inzwischen von den siegreichen Truppen der Union wegen Hochverrats gesucht und angeklagt. Daher wich er zeitweise nach Georgia aus. 1870 kehrte er nach Tennessee zurück, wo er als Mitglied der Demokratischen Partei in den Staatssenat gewählt wurde, dessen Präsident er wurde. Im Jahr 1871 wurde Vaughn als Präsident des Staatssenats Stellvertreter von Gouverneur John C. Brown. Damit bekleidete er bis 1873 faktisch das Amt eines Vizegouverneurs. Dieses Amt war bzw. ist in den meisten anderen Bundesstaaten verfassungsmäßig verankert; in Tennessee ist das erst seit 1951 der Fall.
Im Jahr 1874 bekannte er sich des Betrugs schuldig. Mit Hilfe falscher Identitäten wurden Gelder für Witwen aus dem Krieg veruntreut. Er musste eine Geldstrafe von 1000 Dollar zahlen. Noch im Jahr 1874 zog er in den südlichen Teil von Georgia, wo er sich als Pflanzer betätigte. Dort verstarb er am 10. September 1875 an Meningitis.